# 安德里夫卡
46°53′57″N 36°37′0″E / 46.89917°N 36.61667°E
安德里夫卡（烏克蘭語：Андрівка），或按俄语名译为安德烈夫卡，是位於烏克蘭東南部的村莊，由扎波羅熱州別爾江斯克區的安德里夫卡市鎮負責管轄。該村處於基利蒂奇亚河畔，始建於1809年，面積3.24平方公里，海拔高度32米，2001年人口1,426，人口密度每平方公里440.12人。